# Le Cheval pie
Le Cheval pie est un portrait d'étalon tacheté à l'huile sur toile créé vers 1652 par le peintre néerlandais Paulus Potter, et conservé au J. Paul Getty Museum de Los Angeles. 
Le cheval représenté vu de trois quart arrière dans un paysage bucolique est probablement un Knabstrup. Ce tableau rompt avec la tradition du portrait équestre de la Renaissance. 

## Réalisation
Ce tableau a vraisemblablement été créé alors que Paulus Potter venait de revenir à Amsterdam, en 1652 au moment du décès de ses deux parents. L'artiste a commencé à peindre des chevaux en 1650, peut-être à la demande de ses mécènes de la cour de La Haye. Le Cheval pie fait partie d'un ensemble de peintures de chevaux individuels des années 1650, et était peut-être une commande du propriétaire de cet étalon. Il s'agit probablement d'un étalon de race Knabstrup. 
Le titre du tableau est piebald, en anglais ; il est inexact au regard de la couleur du cheval, mais il s'agit du titre donné à ce tableau durant les années 1820. 

## Description
Ce tableau est le portrait d'un étalon majestueux de robe tachetée léopard, vu de trois quart arrière, mettant en valeur sa couleur et sa queue taillée,. La tête du cheval est vue de profil. L'arrière-plan est composé de nuages sombres qui permettent de voir la tête et l'encolure du cheval s'en détacher. Le pelage du cheval et sa crinière sont particulièrement mis en valeur grâce à une technique de peinture de traits courts mouillés ou texturés. 
L'étalon est peint dans un paysage ouvert de campagne néerlandaise, montrant un champ bordé de dunes, avec au fond un chasseur et quatre autres chevaux qui broutent. 

## Réception critique
Ce tableau de Potter représente une rupture avec la tradition du portrait équestre de la Renaissance, où il n'est pas d'usage de représenter des chevaux en liberté sans harnachement ni cavalier, et encore moins au format du portrait.

## Parcours du tableau
Cette peinture est habituellement conservée au J. Paul Getty Museum de Los Angeles. Elle est présentée dans l'exposition « Cheval en majesté » du château de Versailles en 2024.